# Макелт, Этель
Этель Макелт (англ. Ethel Muckelt; 30 мая 1885 года, Манчестер, Великобритания — 13 декабря 1953 года, Манчестер, Великобритания) — фигуристка из Великобритании, бронзовый призёр Олимпийских игр 1924 года в женском одиночном катании, серебряный призёр (после Джона Пэйджа) чемпионата Великобритании 1926 года в мужском одиночном катании, серебряный призёр чемпионата Европы 1924 года в парном катании. Выступала вместе с Сидни Уолвоком и Джоном Пэйджем.
Этель Макелт выступала параллельно и в одиночном катании, и в парном катании. Участница трёх Олимпиад — 1920, 1924 и 1928 годов. После выступлений с Сидни Уолвоком, стала выступать в паре с одиннадцатикратным чемпионом Великобритании в одиночном катании Джоном Пэйджем. Свою бронзовую олимпийскую медаль Этель Макелт выиграла в возрасте 38 лет, после этого она продолжала выступать.

## Спортивные достижения

### Женщины
| Соревнования/Сезоны       | 1923 | 1924 | 1925 | 1926 |
| ------------------------- | ---- | ---- | ---- | ---- |
| Зимние Олимпиады          |      | 3    |      |      |
| Чемпионаты мира           | 4    |      | 5    |      |
| Чемпионаты Великобритании |      |      |      | 2    |

### Пары
(c Сидни Уолвоком)
| Соревнования/Сезоны | 1920 |
| ------------------- | ---- |
| Зимние Олимпиады    | 5    |

(с Джоном Пэйджем)
| Соревнования/Сезоны | 1924 | 1926 | 1928 |
| ------------------- | ---- | ---- | ---- |
| Зимние Олимпиады    | 4    |      | 7    |
| Чемпионаты мира     | 2    | 6    | 4    |